# 拉克倫·麥覺理
拉克倫·麥覺理少將，CB（英語：Lachlan Macquarie；1762年1月31日—1824年7月1日），英國軍官和殖民地行政長官。
他是英國派駐澳洲的最後一任全權新南威爾斯總督（之後新南威爾士即進入責任政府時代），任期自1810年至1821年，任職期間對新南威爾斯的社會、經濟與建築發展皆扮演著領導角色。
麥格理改善囚犯運輸船上的衛生條件，將船上死亡率從1ː31降到1ː122；放寬了殖民地的刑事法令，允許有法律知識的罪犯出庭為被告辯護；在雪梨興建數百座公共建築，並將霍克斯布里河兩岸多產的土地分配給服刑期滿的犯人以降低殖民地對進口食品的依賴。
隨著越來越多囚犯服刑期滿成為自由民，新南威爾斯州從早期一塊以收容犯下放逐罪者的殖民地，發展至能吸引自由移民，當中的轉變和諸多措施，對19世紀前葉的澳洲社會產生了深遠的影響力。在他位於蘇格蘭老家的墓碑上形容麥覺理是「澳洲之父」（The Father of Australia）。

## 纪念
由于麥覺理对新南威尔士乃至整个澳大利亚早期发展的重要影响，在澳大利亚及周边有不少地名和事物以他命名，例如：

### 地理地质
- 麦觉理街，悉尼的大道
- 麦觉理湖，湖泊及同名城市
- 麥覺理河，多条河流
- 麦觉理港，港湾及同名城市
- 麦夸里岛，岛屿
- 麥覺理公園，悉尼郊区
- 麥覺里田，悉尼郊区
- 麥覺里选区，位于新南威尔士的联邦选区
- 麥夸里三向聯結構造，地质构造
- 麥夸里斷層帶，地质构造

### 地标建筑
- 麥覺理燈塔，历史灯塔
- 麥覺理中心，购物中心

### 公司机构
- 麥覺理大學
- 麥覺理大學醫院
- 麥格理銀行
- 麥覺理網絡電台

### 引用
1. ↑  McLachlan, N. D. . . Melbourne University Press. 1967  [2009-06-07]. ISSN 1833-7538 –National Centre of Biography, Australian National University.
2. ↑  .   [2010-02-05]. （原始内容存档于2012-11-13）.
3. ↑  The Australian People: An Encyclopedia of the Nation, Its People and Their Origins. (2001) James Jupp p650　Cambridge University Press
4. ↑  Davidson G., et al (1998), p. 405
5. ↑  Niall), Fu ge sen (Ferguson,; Niall), 弗格森 (Ferguson,. .  San ban. Xin bei shi: Guang chang chu ban https://www.worldcat.org/oclc/990260509. 2015.07  [2018-04-03]. ISBN 9789869190909. OCLC 990260509. （原始内容存档于2020-05-31）. 缺少或|title=为空 (帮助)
6. ↑  Ward, R., (1975), pp.37-38
7. ↑  Molony, J., (1987), p.47
8. ↑  Davidson G., et al (1998), p. 406

## 外部連結
- Serle, Percival. . . Sydney: Angus and Robertson. 1949.
- The Macquarie Era - State Library of NSW
- The Lachlan & Elizabeth Macquarie Archive - Macquarie University
- Journeys in Time